# Sensor de flujo

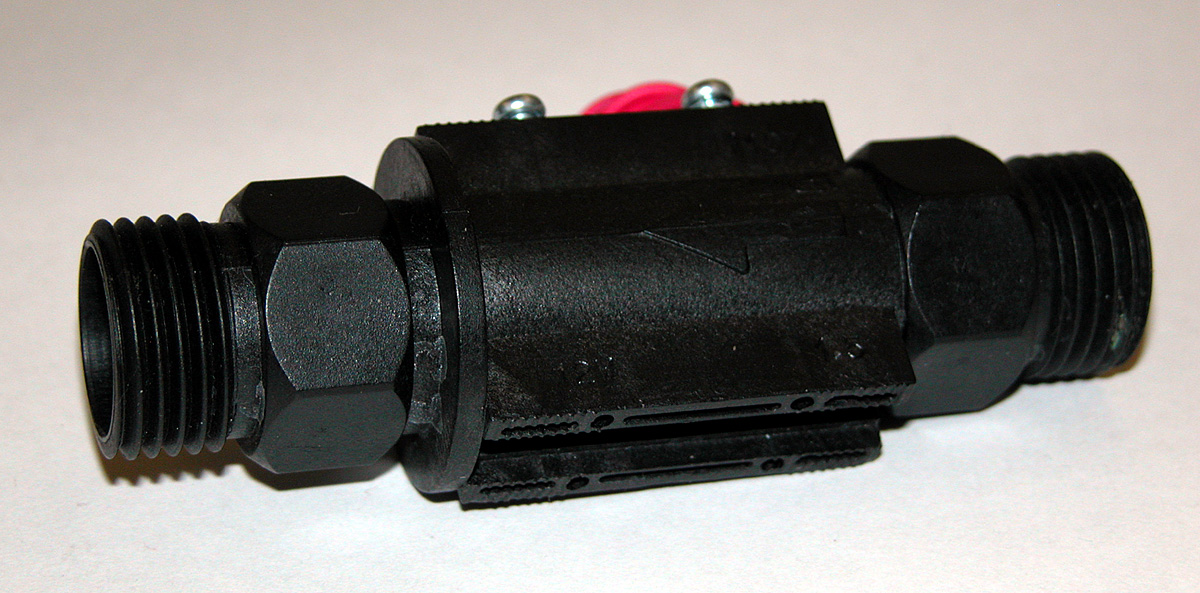
Sensor de flujo tipo pistón.

El sensor de flujo es un dispositivo que, instalado en línea con una tubería, permite determinar cuándo está circulando un líquido o un gas. 
Estos son del tipo apagado/encendido; determinan cuándo está o no circulando un fluido, pero no miden el caudal.
Para medir el caudal se requiere un caudalímetro.

## Tipos de sensor de flujo

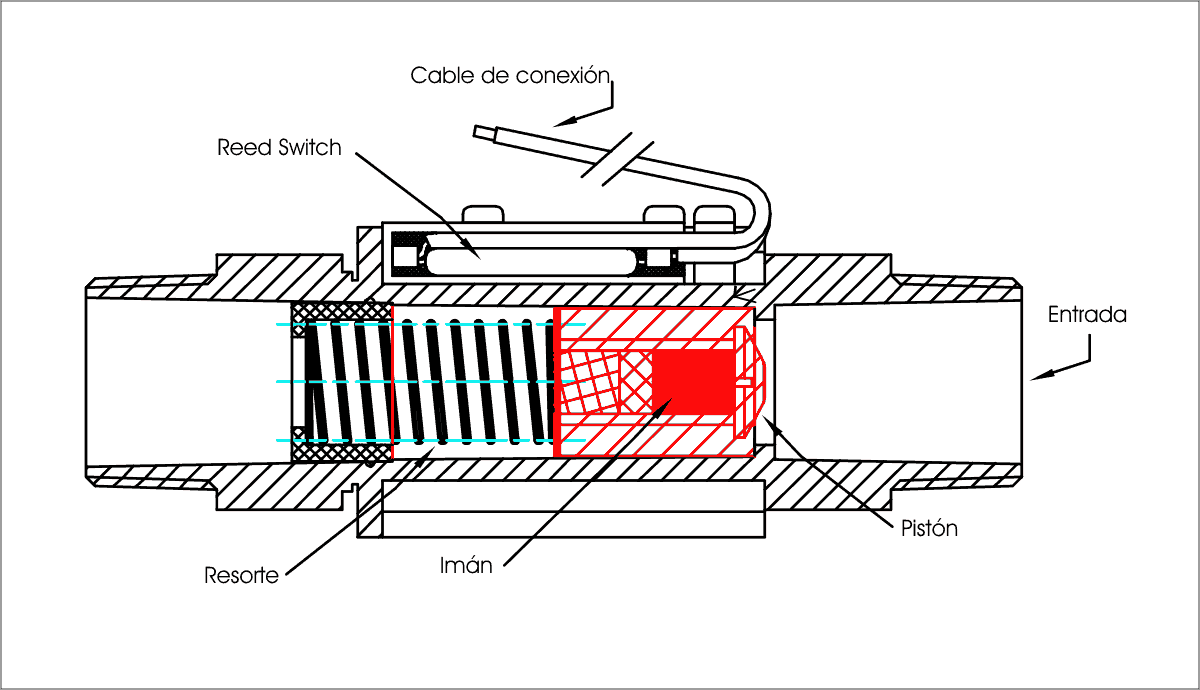
Diagrama sensor de flujo tipo pistón.

### De pistón
Es el más común de los sensores de flujo. Este tipo de sensor de flujo se recomienda cuando se requiere detectar caudales entre 0,5 LPM y 20 LPM.
Consiste en un pistón que cambia de posición, empujado por el flujo circulante. El pistón puede regresar a su posición inicial por gravedad o por medio de un resorte.
El pistón contiene en su interior un imán permanente. Cuando el pistón se mueve el imán se acerca y activa un reed switch, que cierra o abre (según sea la configuración) el circuito eléctrico.
El área entre el pistón y la pared del sensor determina su sensibilidad, y por ende a qué caudal se activará el sensor.

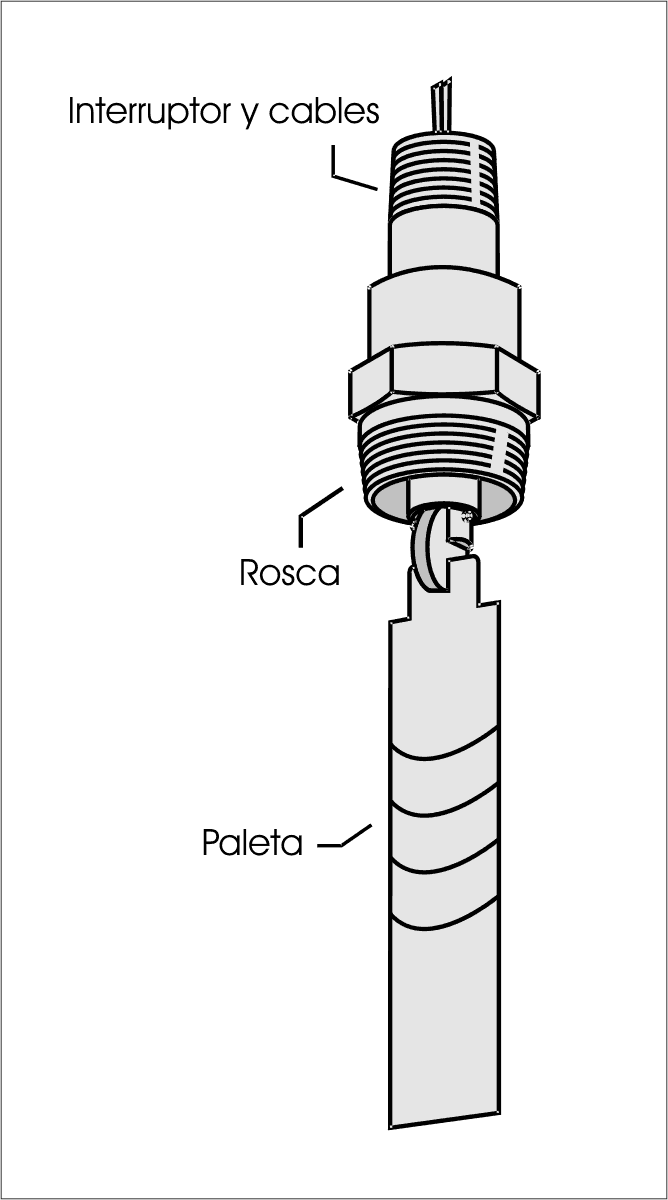
Diagrama sensor de flujo tipo paleta.

### De paleta (compuerta)
Este modelo es recomendado para medir grandes caudales, de más de 20 LPM.
Su mecanismo consiste en una paleta que se ubica transversalmente al flujo que se pretende detectar. El flujo empuja la paleta que está unida a un eje que atraviesa herméticamente la pared del sensor de flujo y apaga o enciende un interruptor en el exterior del sensor.
Para ajustar la sensibilidad del sensor se recorta el largo de la paleta.

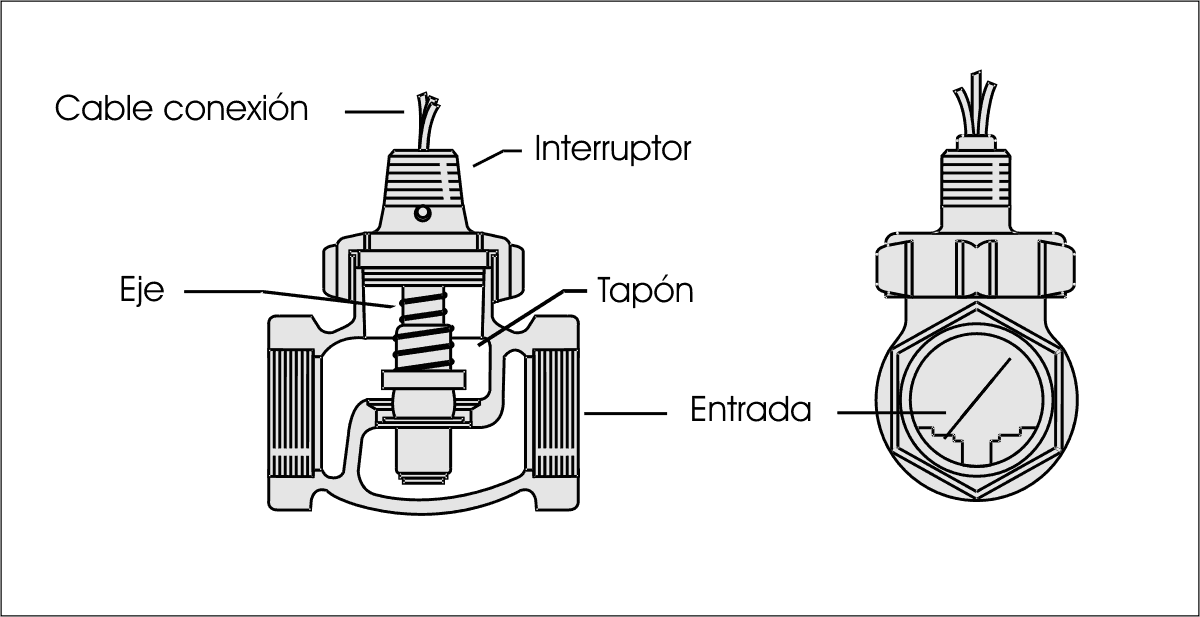
Diagrama sensor de flujo tipo tapón.

### De elevación (tapón)
Este modelo es de uso general. Es muy confiable y se puede ajustar para casi cualquier caudal.
Su mecanismo consiste en un tapón que corta el flujo. Del centro del tapón surge un eje que atraviesa herméticamente la pared del sensor. Ese eje empuja un interruptor ubicado en el exterior del sensor.
Para ajustar la sensibilidad del sensor se perforan orificios en el tapón.

## Consideraciones finales

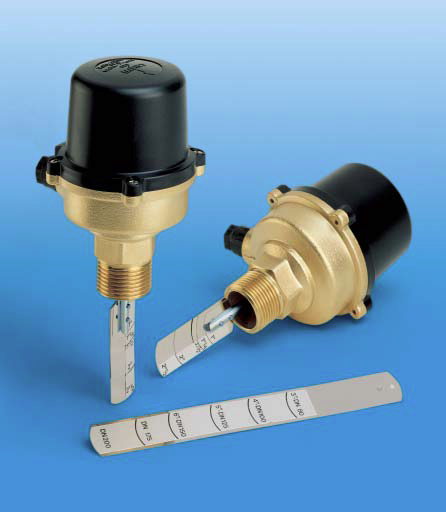
Sensor de flujo tipo paleta.

Para determinar el tipo de sensor de flujo se deben tomar en cuenta los siguientes factores:
- Caudal de disparo: se debe seleccionar un sensor más sensible si se requiere detectar flujos muy bajos.
- Pérdida de presión: al colocar cualquier objeto en el paso de un fluido se está reduciendo en alguna medida su presión. La presión de salida siempre va a ser menor a la de entrada, siendo el sensor de tapón el que más reduce la presión y el sensor de paleta el menos intrusivo.
- Impurezas en los fluidos: los sólidos en los fluidos pueden obstruir el sensor de pistón. En cambio, el sensor de paleta es el que menos se ve afectado por los sólidos.
- Tipo de fluido: se debe seleccionar un sensor que esté fabricado con materiales que soporten el tipo de fluido que se va a detectar. La temperatura, presión, acidez y densidad son factores que se deben tomar en cuenta para seleccionar los materiales.